# Polynoxylin
Polynoxylin (tên thương mại Anaflex) là một chất khử trùng để điều trị tại chỗ cho da và miệng. Nó là một loại polymer chống vi khuẩn giải phóng formaldehyd.